# کسمن (گدابیگ)
کَسَمَن (به لاتین: Kəsəmən) یک منطقه مسکونی در جمهوری آذربایجان است که در شهرستان گدابیگ واقع شده است. کسمن ۲۳۳ نفر جمعیت دارد.